# Hottonia
- Commons
- Wikispecies

Hottonia L. é um género botânico pertencente à família Primulaceae. Também conhecida como Folha de Pena.

## Espécies
- Hottonia palustris L.
- Hottonia inflata
- Lista completa

## Classificação do gênero
| Sistema | Classificação                      | Referência               |
| ------- | ---------------------------------- | ------------------------ |
| Linné   | Classe Pentandria, ordem Monogynia | Species plantarum (1753) |